# Едвард Кшижановський
Едвард Кшижановський (пол. Edward Krzyżanowski, ? — 11 грудня 1909) — польський лікар, громадський діяч, доктор медицини. 

## Життєпис
Цісарський радник, директор повітового шпиталю в Бучачі, старший лікар міський та «колійовий», почесний громадянин Бучача, Язловця, віце-маршалок Бучацької повітової ради. Ініціатор будівництва повітового шпиталю в Бучачі.
Наприкінці XIX ст. за сприяння Едварда Кшижановського проведено розкопки на території замку в Бучачі. Викопані, зокрема, куля вагою 200 кг, 2 — по 50 фунтів, 2 — по 15 фунтів (останні були вмуровані у зовнішню стіну костелу Небовзяття Пресвятої Діви Марії з написом: «З нападів татарських».
Сприяв ксьондзу Садоку Барончу в написанні розвідки «Pamiątki buczackie».
Помер 11 грудня 1909 року, похований на бучацькому міському цвинтарі.